# Театральная лаборатория Вадима Максимова
Театральная Лаборатория Вадима Максимова — театр в России, работающий по системе французского теоретика и практика театра Антонена Арто. Бессменный руководитель Лаборатории — доктор искусствоведения, профессор СПбГАТИ Вадим Игоревич Максимов. Театр работает на различных площадках Санкт-Петербурга, а также на российских и международных фестивалях.

## История театра
Театральная Лаборатория появилась в 1984 как студенческий театр в Политехническом институте. Задачей Лаборатории было изучение и освоение на практике театральных систем, отличных от системы Станиславского. В основном внимание исследовательской группы, состоявшей из молодых театроведов, было сосредоточено на авангардном европейском театре первой половины XX века. Все спектакли театра являлись (и по сей день остаются) результатами таких исследований.
По мере исследований Театральная Лаборатория прошла через три периода, обусловленных интересом к различным направлениями: символизму, русскому футуризму и системе Арто.
Последний — артодианский — период начался в 1996 году и продолжается по сей день. Основой этого периода стали исследования наследия французского актёра, режиссёра, поэта, теоретика культуры Антонена Арто, проводимые Вадимом Максимовым.
В архиве постановок Театральной Лаборатории более 20 спектаклей, среди которых и мировая классика («Антигона» Софокла, «Игра снов» Августа Стриндберга), «Медея» Еврипида, пер. Иосифа Бродского), так и современные европейские пьесы («Фоссе/Фростенсо/Фрагменты», «Партия» Милорада Павича). Некоторые пьесы были впервые поставлены в России именно Лабораторией. Среди них: «Iордано Бруно» Игоря Терентьева, «Самурай или драма чувства» Антонена Арто, «Кагэкиё» Дзэами Мотокиё, «Она» Жана Жене, «Единственная ревность Эмер» Уильяма Батлера Йейтса и др.

## Труппа театра
- Оксана Свойская — актриса театра с 1999 года.
- Павел Луговской — актёр театра с 2006 года.
- Андрей Харитонов — актёр театр с 2007 года.
- Екатерина Булатова — актриса театра с 2008 года.
- Мария Дробинцева — актриса театра с 2009 года

Приглашенные актёры
- Илья Баринов — актёр театра "Голден Холл", сотрудничает с Театральной Лабораторией с 2012 года.
- Инна Левинтан — актриса Театра Дождей, сотрудничает с Театральной Лабораторией в 2008-2010 гг.
- Ася Ширшина — актриса Театра на Литейном, сотрудничала с Театральной Лабораторией в 2006-2008 гг.
- Александра Вареникова — зав. лит и PR-менеджер театра с 2006 года.

## Репертуар 2014 года
Рождественское действо / Krippenspiel — спектакль по одной пьесе Хуго Балля. Премьера состоялась 30 ноября 2013 года.
Соната призраков — спектакль по одноимённой пьесе Августа Стриндберга. Премьера состоялась 17 ноября 2012 года. Первая постановка в Петербурге.
Философский камень — спектакль по одноимённому сценарию Антонена Арто.
Премьера состоялась 19 декабря 2010 года. Первая постановка в России.
Король Убю — спектакль по одноимённой пьесе французского авангардиста Альфреда Жарри.
Премьера состоялась 17 декабря 2009 года.
Прорицание Вёльвы (моно) — моноспектакль на основе Старшей и Младшей Эдды. Премьера состоялась 7 марта 2008 года. В 2009 году спектакль получил приз за лучшую женскую роль на Международном театральном фестивале в Мон-Лорье (Квебек, Канада).
Песочница — спектакль по одноимённой «новой драме» польского драматурга Михаля Вальчака. Премьера состоялась 26 октября 2007 года.

## Критика и зрители о спектаклях текущего репертуара
Рождественское действо:
Козлов С. Модерн после постмодерна // Театральный мир. 2014. № 2.
Философский камень:

Ульянова А. Этот смутный объект философии.

Перельман от театра, или Фотосессия в морге. Отзывы жюри фестиваля «Рождественский парад 2010».
Король Убю:

Миропольский Г. Донос. Статья человека, стоявшего у истоков Лаборатории.

Пасуев А. Убю уже не страшен… // PRO-сцениум. 2010. февр.
Танец Травести:

Алексеева Л. Что наша жизнь! Игра! // PRO-сцениум. 2008. июль. No 9 (49). (недоступная ссылка)

Скобликова Т. Поединок души // Невский альманах. 2008. No 3. С. 44.

Калмыкова Н. Поэтический взгляд на Театральную Лабораторию
Прорицание Вёльвы (моно):

Моноспектакль «Прорицание Вельвы». Глазами несведущего театрала. (Отзыв зрителя В. Карасева).
Песочница:

Фрагмент статьи: Коваленко Г. Фестиваль — это тоже педагогика // Страстной бульвар. 2008. № 6-106.

Записи в Книге Жалоб театра им. В. Ф. Комиссаржевской

Алексеева Л. Песочница — модель для сборки? // PRO-сцениум. 2007. декабрь.
Прорицание Вёльвы:

Алексеева Л. «Вельва, ответь!» // Восток-информ. 2007.

Крылова Н. Прорицание Вадима Максимова // Pro-сцениум. 2007. апрель. № 6.
Меня зовут Имя:

Заметка Александры Варениковой в Живом Журнале
Саломея:

Заметка пользователя Живого Журнала solange5

Муханов С. Его рот — как ветка коралла // Смоленская газета. 2007. 21 июня. Архивная копия от 4 марта 2016 на Wayback Machine

Алексеева Л. Саломея: в трех лицах // PRO-сцениум. 2007. апрель.

Заметка пользователя Живого Журнала apsarenok